# Bantamvikt i grekisk-romersk stil i brottning vid olympiska sommarspelen 1972
Herrarnas brottningsturnering i grekisk-romersk stil i viktklassen bantamvikt vid olympiska sommarspelen 1972 avgjordes i Fairgrounds, Judo and Wrestling Hall i München. 

## Medaljörer
| Klass      | Guld                           | Silver                          | Brons                   |
| Bantamvikt | Rustam Kazakov · Sovjetunionen | Hans-Jürgen Veil · Västtyskland | Risto Björlin · Finland |

## Resultat
Legend
- TF — Vinst genom fall
- IN — Vinst genom att motståndaren skadas
- DQ — Vinst genom passivitet
- D1 — Vinst genom passivitet, vinnaren är också passiv
- D2 — Båda brottarna förlorade på grund av passivitet
- FF — Vinst genom förverkande
- DNA — Anlände inte
- TPP — Totala straffpoäng
- MPP — Matchstraffpoäng

Straff
- 0 — Vinst genom fall, teknisk överlägsenhet, passivitet, skada och förverkande
- 0.5 — Vinst på poäng, 8-11 poängs skillnad
- 1 — Vinst på poäng, 1-7 poängs skillnad
- 2 — Vinst på passivitet,  vinnaren är också passiv
- 3 — Förlust på poäng, 1-7 poängs skillnad
- 3.5 — Förlust på poäng, 8-11 poängs skillnad
- 4 — Förlust genom fall, teknisk överlägsenhet, passivitet, skada och förverkande

### Elimineringsrunda

#### Omgång 1
| TPP | MPP |                             | Poäng |                                  | MPP | TPP |
| --- | --- | --------------------------- | ----- | -------------------------------- | --- | --- |
| 1   | 1   | Luís Grilo (POR)            |       | Eduardo Maggiolo (ARG)           | 3   | 3   |
| 4   | 4   | Juan Velarde (PER)          | 1:51  | Hans-Jürgen Veil (FRG)           | 0   | 0   |
| 0   | 0   | Per Lindholm (SWE)          | 6:44  | Alfredo López (MEX)              | 4   | 4   |
| 0   | 0   | Ion Baciu (ROU)             | 2:06  | Rogelio Famatid (PHI)            | 4   | 4   |
| 0   | 0   | Ikuei Yamamoto (JPN)        | 2:59  | Firouz Alizadeh (IRI)            | 4   | 4   |
| 3   | 3   | Karlo Čović (YUG)           |       | Hristo Traikov (BUL)             | 1   | 1   |
| 3.5 | 3.5 | Alam Mir (AFG)              |       | Rustam Kazakov (URS)             | 0.5 | 0.5 |
| 3   | 3   | Francesco Scuderi (ITA)     |       | Józef Lipień (POL)               | 1   | 1   |
| 3   | 3   | Ernst Hack (AUT)            |       | Chimedbazaryn Damdinsharav (MGL) | 1   | 1   |
| 4   | 4   | Ibrahim Ibrahim Sayed (EGY) | 0:00  | Othon Moschidis (GRE)            | 0   | 0   |
| 4   | 4   | Jan Neckář (TCH)            | 8:46  | Wolfgang Radmacher (GDR)         | 4   | 4   |
| 2   | 2   | Ali Lachkar (MAR)           |       | Fawzi Salloum (SYR)              | 2   | 2   |
| 0   | 0   | Risto Björlin (FIN)         | 2:48  | Jørn Krogsgaard (DEN)            | 4   | 4   |
| 3   | 3   | David Hazewinkel (USA)      |       | An Chun-Young (KOR)              | 1   | 1   |
| 4   | 4   | Harald Hervig (NOR)         | 0:53  | János Varga (HUN)                | 0   | 0   |

#### Omgång 2
| TPP | MPP |                             | Poäng |                                  | MPP | TPP |
| --- | --- | --------------------------- | ----- | -------------------------------- | --- | --- |
| 1   | 0   | Luís Grilo (POR)            | 7:17  | Juan Velarde (PER)               | 4   | 8   |
| 7   | 4   | Eduardo Maggiolo (ARG)      | 4:38  | Hans-Jürgen Veil (FRG)           | 0   | 0   |
| 3   | 3   | Per Lindholm (SWE)          |       | Ion Baciu (ROU)                  | 1   | 1   |
| 8   | 4   | Rogelio Famatid (PHI)       | 1:43  | Ikuei Yamamoto (JPN)             | 0   | 0   |
| 3   | 0   | Karlo Čović (YUG)           | 8:09  | Alam Mir (AFG)                   | 4   | 7.5 |
| 2   | 1   | Hristo Traikov (BUL)        |       | Rustam Kazakov (URS)             | 3   | 3.5 |
| 4   | 1   | Francesco Scuderi (ITA)     |       | Ernst Hack (AUT)                 | 3   | 6   |
| 1   | 0   | Józef Lipień (POL)          | 1:17  | Chimedbazaryn Damdinsharav (MGL) | 4   | 5   |
| 3   | 3   | Othon Moschidis (GRE)       |       | Jan Neckář (TCH)                 | 1   | 5   |
| 7   | 3   | Wolfgang Radmacher (GDR)    |       | Ali Lachkar (MAR)                | 1   | 3   |
| 1   | 1   | Risto Björlin (FIN)         |       | David Hazewinkel (USA)           | 3   | 6   |
| 8   | 4   | Jørn Krogsgaard (DEN)       | 2:23  | Harald Hervig (NOR)              | 0   | 4   |
| 5   | 4   | An Chun-Young (KOR)         | 0:00  | János Varga (HUN)                | 0   | 0   |
| 4   |     | Alfredo López (MEX)         |       | DNA                              |     |     |
| 4   |     | Firouz Alizadeh (IRI)       |       | DNA                              |     |     |
| 4   |     | Ibrahim Ibrahim Sayed (EGY) |       | DNA                              |     |     |
| 2   |     | Fawzi Salloum (SYR)         |       | DNA                              |     |     |

#### Omgång 3
| TPP | MPP |                                  | Poäng |                         | MPP | TPP |
| --- | --- | -------------------------------- | ----- | ----------------------- | --- | --- |
| 5   | 4   | Luís Grilo (POR)                 | 2:31  | Hans-Jürgen Veil (FRG)  | 0   | 0   |
| 5.5 | 2.5 | Per Lindholm (SWE)               |       | Ikuei Yamamoto (JPN)    | 2.5 | 2.5 |
| 2   | 1   | Ion Baciu (ROU)                  |       | Karlo Čović (YUG)       | 3   | 6   |
| 3   | 1   | Hristo Traikov (BUL)             |       | Francesco Scuderi (ITA) | 3   | 7   |
| 3.5 | 0   | Rustam Kazakov (URS)             | 8:39  | Józef Lipień (POL)      | 4   | 5   |
| 7.5 | 2.5 | Chimedbazaryn Damdinsharav (MGL) |       | Othon Moschidis (GRE)   | 2.5 | 5.5 |
| 5.5 | 0.5 | Jan Neckář (TCH)                 |       | Ali Lachkar (MAR)       | 3.5 | 6.5 |
| 2   | 1   | Risto Björlin (FIN)              |       | An Chun-Young (KOR)     | 3   | 8   |
| 0   |     | János Varga (HUN)                |       | Bye                     |     |     |
| 4   |     | Harald Hervig (NOR)              |       | DNA                     |     |     |

#### Omgång 4
| TPP | MPP |                        | Poäng |                       | MPP | TPP |
| --- | --- | ---------------------- | ----- | --------------------- | --- | --- |
| 0.5 | 0.5 | János Varga (HUN)      |       | Luís Grilo (POR)      | 3.5 | 8.5 |
| 0   | 0   | Hans-Jürgen Veil (FRG) | 8:53  | Per Lindholm (SWE)    | 4   | 9.5 |
| 3   | 1   | Ion Baciu (ROU)        |       | Ikuei Yamamoto (JPN)  | 3   | 5.5 |
| 4   | 1   | Hristo Traikov (BUL)   |       | Józef Lipień (POL)    | 3   | 8   |
| 3.5 | 0   | Rustam Kazakov (URS)   | 4:36  | Othon Moschidis (GRE) | 4   | 9.5 |
| 9.5 | 4   | Jan Neckář (TCH)       | 1:21  | Risto Björlin (FIN)   | 0   | 2   |

#### Omgång 5
| TPP | MPP |                      | Poäng |                        | MPP | TPP |
| --- | --- | -------------------- | ----- | ---------------------- | --- | --- |
| 4.5 | 4   | János Varga (HUN)    | 8:35  | Hans-Jürgen Veil (FRG) | 0   | 0   |
| 6   | 3   | Ion Baciu (ROU)      |       | Hristo Traikov (BUL)   | 1   | 5   |
| 8.5 | 3   | Ikuei Yamamoto (JPN) |       | Rustam Kazakov (URS)   | 1   | 4.5 |
| 2   |     | Risto Björlin (FIN)  |       | Bye                    |     |     |

#### Omgång 6
| TPP | MPP |                        | Poäng |                      | MPP | TPP |
| --- | --- | ---------------------- | ----- | -------------------- | --- | --- |
| 5   | 3   | Risto Björlin (FIN)    |       | János Varga (HUN)    | 1   | 5.5 |
| 3   | 3   | Hans-Jürgen Veil (FRG) |       | Hristo Traikov (BUL) | 1   | 6   |
| 4.5 |     | Rustam Kazakov (URS)   |       | Bye                  |     |     |

#### Omgång 7
| TPP | MPP |                      | Poäng |                        | MPP | TPP |
| --- | --- | -------------------- | ----- | ---------------------- | --- | --- |
| 5   | 0.5 | Rustam Kazakov (URS) |       | János Varga (HUN)      | 3.5 | 9   |
| 8   | 3   | Risto Björlin (FIN)  |       | Hans-Jürgen Veil (FRG) | 1   | 4   |

#### Sista omgångarna
| TPP | MPP |                      | Poäng |                        | MPP | TPP |
| --- | --- | -------------------- | ----- | ---------------------- | --- | --- |
| 0   | 0   | Rustam Kazakov (URS) | 2:58  | Hans-Jürgen Veil (FRG) | 4   | 4   |